# Chelycypraea testudinaria

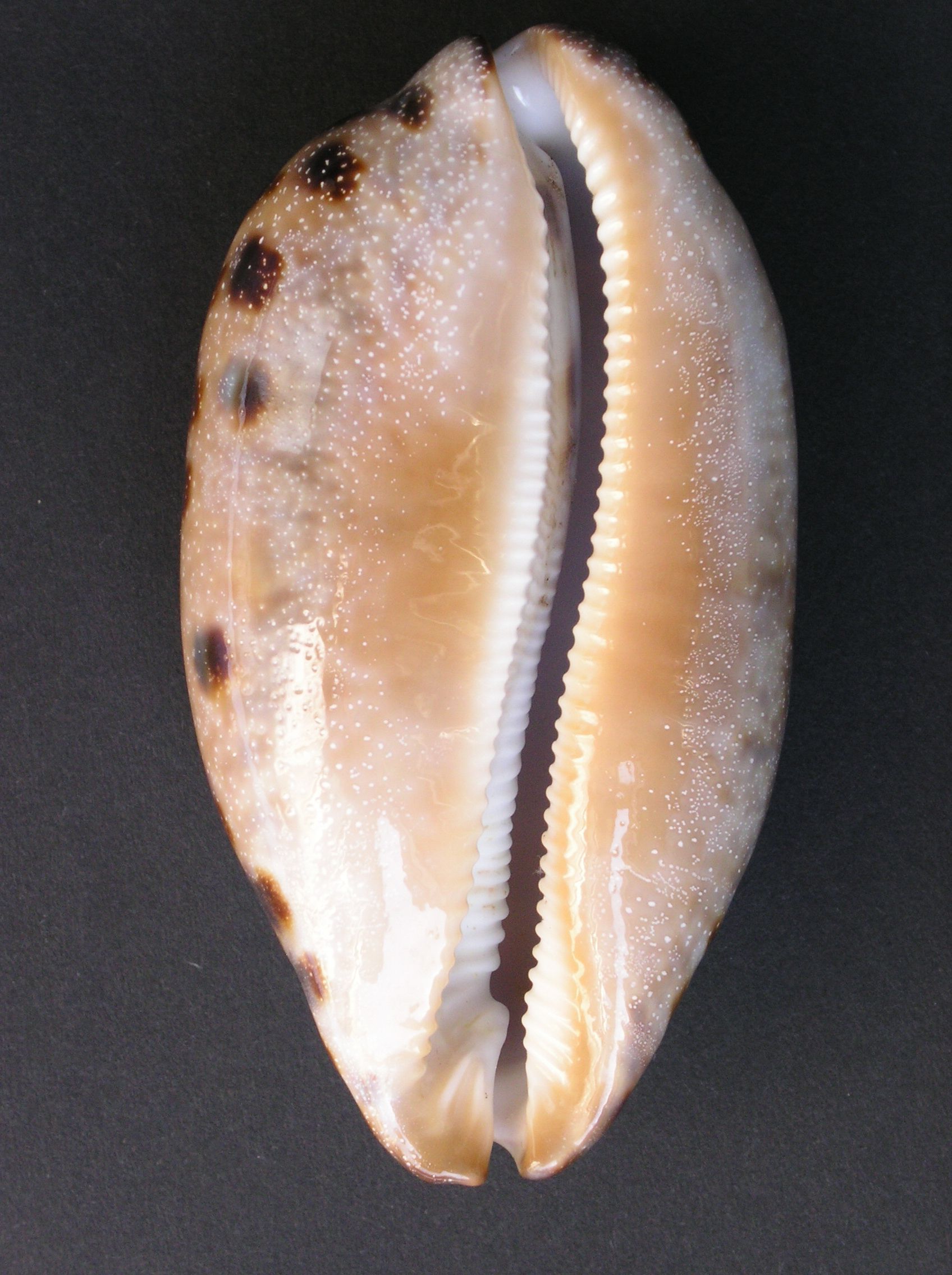
Widok spodu muszli

Chelycypraea testudinaria – gatunek porcelanki, jedyny przedstawiciel rodzaju Chelycypraea. Osiąga od 75 do 150 mm, „typowy” osobnik mierzy około 90–120 mm. Stosunkowo pospolita porcelanka – chociaż na skutek zbyt intensywnych połowów ciężko o osobnika przekraczającego 10–11 cm. Ślimak ten charakteryzuje się, dość rzadko spotykaną u porcelanek, podłużną muszlą – większość przedstawicieli tej rodziny buduje muszle kształtem przypominające połówkę kurzego jaja. Powierzchnia muszli ma dość specyficzny wygląd, chociaż występuje niesamowita różnorodność wzorów. Paleta barw szkliwa rozciąga się od jasnego beżu aż po ciemny brąz – szkliwo C. testudinaria jest usiane drobnymi kropeczkami koloru perłowego, które dodatkowo zdobią muszlę tego ślimaka.

## Występowanie
Chelycypraea testudinaria, jak większość pospolitych gatunków porcelanek, występuje w wodach rejonu indopacyficznego.